# Craig Morgan
Craig Morgan Greer (17 de julio de 1964) es un artista de música country estadounidense.

## Biografía

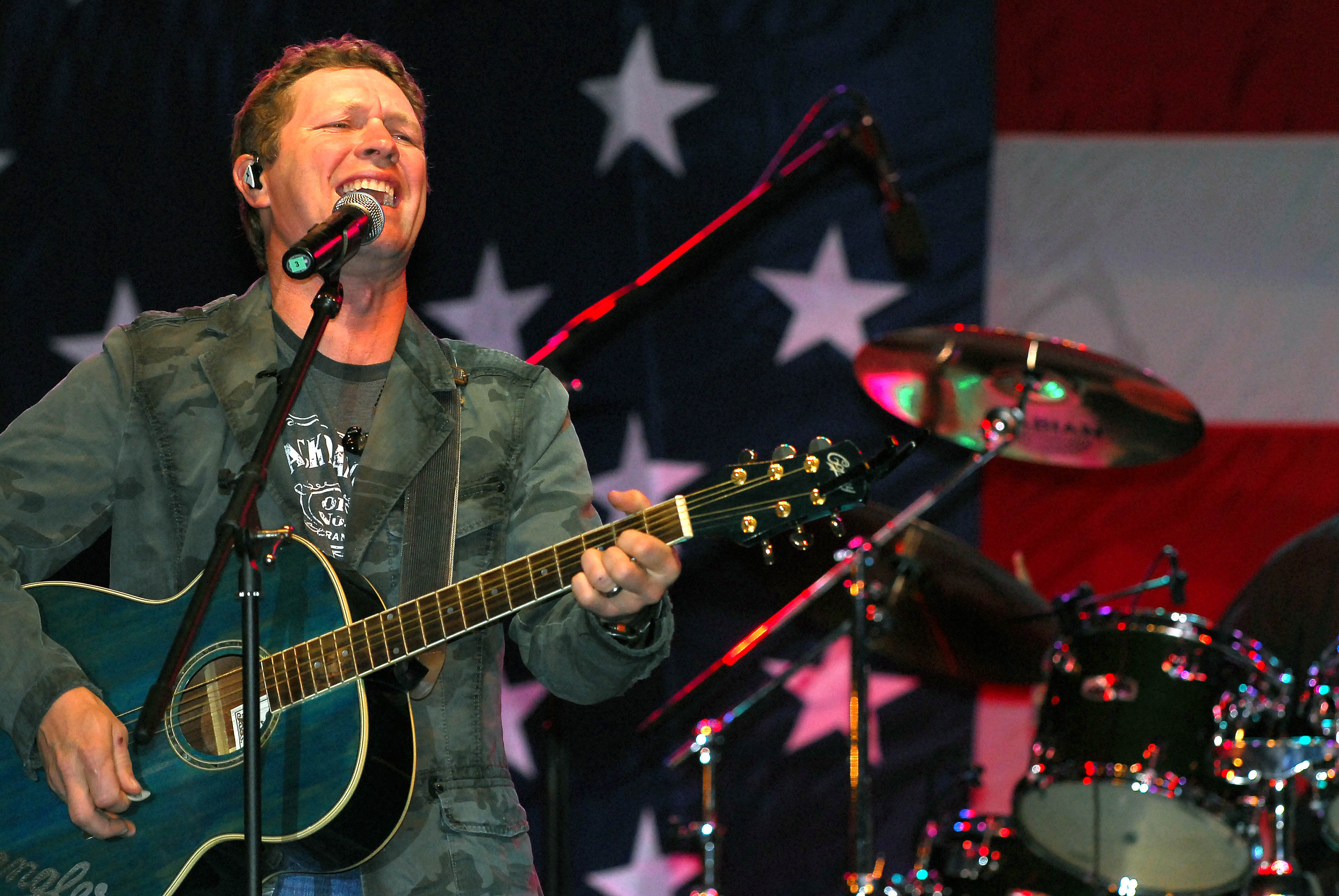
Craig Morgan durante una presentación de la USO, 20 de marzo de 2007

Nació en Kingston Springs, Tennessee, el 17 de julio de 1964. Se convirtió en técnico de emergencias médicas a los 18 años. Sirvió en servicio activo durante nueve años y medio en el Ejército de los EE. UU. Como miembro de las 101 y 82 Divisiones Aerotransportadas y permaneció en las reservas durante otros seis años y medio.

## Carrera musical
A su regreso a Tennessee, trabajó en varios trabajos para mantener a su familia, incluso como trabajador de la construcción, guardia de seguridad y empleado de Wal-Mart . Más tarde conseguiría un trabajo en Nashville cantando demos para otros compositores y editoriales.  Las demostraciones llevaron a lanzar su primer álbum con Atlantic Records, el auto-titulado Craig Morgan en 2000. Produjo tres sencillos, incluyendo "Something to Write Home About", que alcanzó el número 39 en los Billboard Hot Country Singles & Tracks (ahora Hot Country Canciones) El álbum fue producido por Buddy Cannon y Norro Wilson, con créditos de coescritura de Cannon, Bill Anderson y Harley Allen, entre otros. La canción final del álbum, "I Wish I could See Bakersfield", incluyó una recitación de Merle Haggard. La canción final del álbum, "I Wish I could See Bakersfield", incluyó una recitación de Merle Haggard .  El crítico de Country Standard Time, Jon Weisberger, le dio al álbum una crítica mixta, diciendo que Morgan tenía una voz fuerte pero que la mayoría de las canciones eran "por números". Jim Patterson, de The Ledger, dijo que el sencillo "Something to Write Home About" fue "peatonal", pero que el resto del álbum fue "un esfuerzo inusitadamente duro en el país". A finales de año, Morgan trazó un sencillo navideño titulado "The Kid in Me". Morgan dejó Atlantic Records a principios de 2001 cuando el sello cerró su sucursal de Nashville, pero dijo que no tenía miedo de su futuro musical porque todavía tenía un contrato editorial en ese momento.